# Sistema astronômico de unidades
O sistema astronômico de unidades (português brasileiro) ou sistema astronómico de unidades (português europeu) é um sistema de unidades usado em astronomia. Foi formalmente adotado pela União Astronômica Internacional com o propósito de facilitar a expressão de medições astronômicas, que são difíceis de serem tratadas com o Sistema Internacional de Unidades.

## História

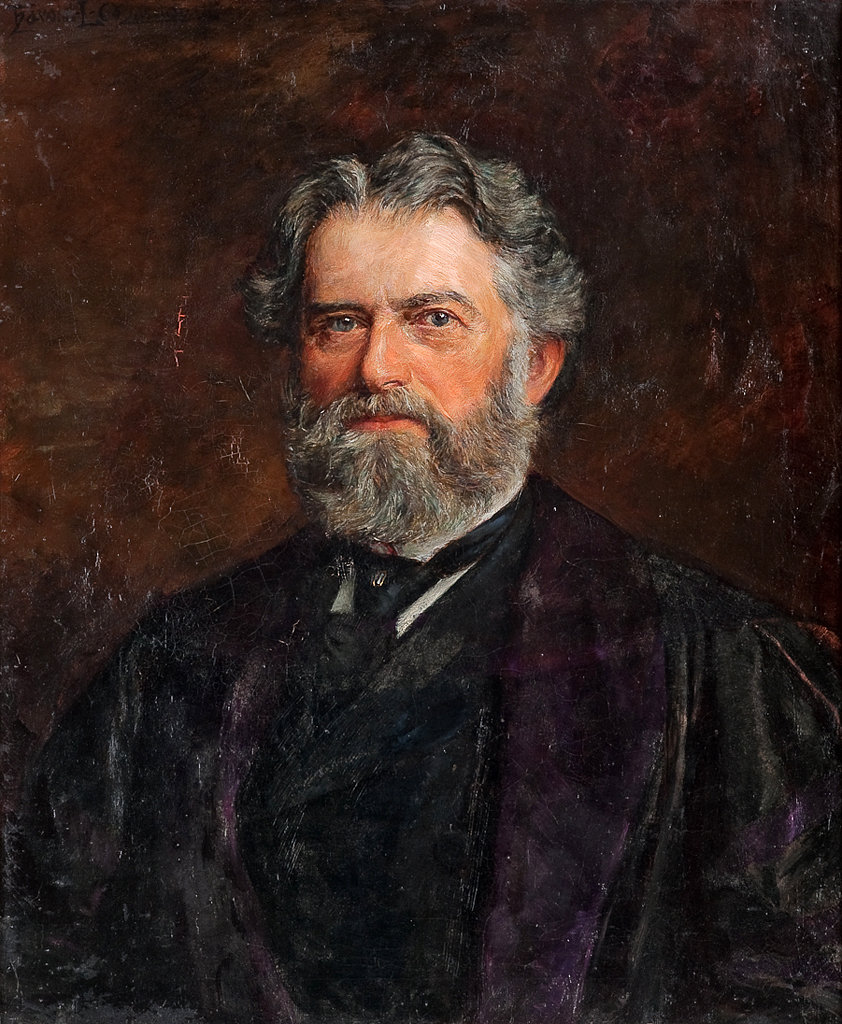
Simon Newcomb

A primeira tentativa de definir um sistema de constantes astronômicas foi feita em uma conferência na França em 1896, onde o astrônomo americano Simon Newcomb propôs várias das constantes.
Em 1963 foram propostas alterações para o sistema, que foram incorporadas pela UAI em 1964 e depois ficou conhecida como "sistema de constantes astronômicas da UAI (1964)". Logo depois, em 1970, foi feita outra proposta de revisão, que foi adotada em 1976 e foi chamado de "sistema de constantes astronômicas da UAI (1976)". Em 1994 percebeu-se que as constantes estavam desatualizadas, mas o sistema de 1976 continuou sendo usado.
Numa assembleia geral feita pela UAI em 2009 no Rio de Janeiro, Brasil, as constantes foram atualizadas, incorporando o avanço da astronomia feito desde 1976 no "sistema de constantes astronômicas da UAI (2009)". Uma nova redefinição ocorreu em 2012, onde a unidade astronômica deixou de ser definida em termos da constante gravitacional (que deixou de fazer parte do sistema de constantes) e passou a ser definida através do metro.

## Unidades de tempo
O dia (d) é a unidade de tempo usada na astronomia e é equivalente a 86400 segundos. Um período de 365,25 dias forma um ano juliano, que também é uma unidade reconhecida pela UAI.

## Unidades de distância

### Unidade astrônomica
A unidade astronômica (ua) foi originalmente definida como a distância média da Terra ao Sol, mas a partir de 2012 a definição é feita diretamente através do metro, sendo exatamente igual a 149 597 870 700 m. É uma unidade muito adequada para se tratar de distâncias dentro do sistema solar.

#### Exemplos
Distâncias médias de alguns corpos no sistema solar:
- Terra-Sol: 1,00 ± 0,02 ua.
- Marte-Sol: 1,52 ± 0,14 ua.
- Netuno-Sol: 30,10 ± 0,34 ua.

### Ano-luz
Fora do sistema solar as distâncias são muito grandes e já não é adequado expressá-las em unidades astronômicas, nessas situações pode ser usado o ano-luz. É definido como a distância percorrida pela luz em um ano juliano no vácuo e é equivalente a 9 460 730 472 580 800 m. Outras unidades podem ser derivadas do ano-luz como o segundo-luz (distância percorrida pela luz em um segundo), mês-luz (distância percorrida pela luz em um mês) e assim por diante.

#### Exemplos
Distâncias ao nosso sistema solar:
- Sirius: está a 8,60 anos-luz.
- Canopus: está a 310 anos-luz.
- Galáxia de Andrômeda: está a 2,54 milhões de anos-luz.

### Parsec
O parsec (pc) é outra unidade usada para expressar grandes distâncias e é mais usado que o ano-luz pelos astrônomos, sendo este último mais usado em divulgação científica. Um parsec é a distância que um observador tem de estar para ver o raio da órbita da Terra com um tamanho de um segundo de arco.

#### Exemplos
- A estrela Proxima Centauri está a 1,30 pc.
- O centro da Via Láctea está a mais de 8 kpc da Terra.
- Uma unidade astronômica é equivalente a 4,84×10−6 pc.

## Unidades de massa
A unidade padrão é a massa solar (M☉) que é usada para expressar a massa de outras estrelas, galáxias, nebulosas e aglomerados estelares. É igual a massa do Sol e vale 1,989×1030 kg.
A massa da Terra (M⊕) e a massa de Júpiter (MJ) que são iguais a
5,9742 × 1024 kg e 1,8986 × 1027 kg respectivamente, também são bastante usadas mesmo não sendo unidades do SI nem da UAI. A primeira é usada em planetas rochosos e a segunda em exoplanetas, planetas gasosos e anãs marroms.
|                   | Massa solar |
| ----------------- | ----------- |
| Massas de Júpiter | 1 048       |
| Massas terrestres | 332 950     |

### Exemplos
- A estrela RMC 136a1 tem uma massa de 265 M☉.
- O Cinturão de Gould tem uma massa de 1,2 × 106 M☉.[10]
- A Via Láctea tem uma massa de 5,8 × 1011 M☉.[11]